# Тири, Фернан-Жан-Жозе
Ферна́н-Жан-Жозе́ Тири́ (фр. Fernand-Jean-Joseph Thiry MEP, 28.09.1884 г., Франция — 10.05.1930 г., Фукуока, Япония) — католический прелат, миссионер, первый епископ Фукуоки с 14 июля 1927 года по 10 мая 1930 год, член миссионерской конгрегации «Парижское общество заграничных миссий».

## Биография
29 июня 1907 года Фернан-Жан-Жозе Тири был рукоположён в священника в миссионерской конгрегации «Парижское общество заграничных миссий».
14 июля 1927 года Римский папа Пий XI назначил Фернана-Жана-Жозе Тири епископом Фукуоки. 11 декабря 1927 года состоялось рукоположение Фернана-жана-Жозе Тири в епископа, которое совершил апостольский делегат в Японии архиепископ Марио Джардини в сослужении с апостольским викарием Тайку Флорианом-Жаном-Батистом Деманжем и епископом Осаки Жаном-Батистом Кастанье.
Скончался 10 мая 1930 года в городе Фукуока.